# Olga Avigail Mieleszczuk
Olga Avigail Mieleszczuk est chanteuse, accordéoniste, folkloriste à la recherche de traditions musicales d'Europe de l'Est.
Née à Varsovie, elle vit à Jérusalem, tout en partageant son temps avec Varsovie.
Olga Avigail Mieleszczuk a fait des études de musique classique. Dès le début de sa carrière, elle s'est concentrée sur la musique juive ashkénaze, tout particulièrement celles des Confins (Kresy) de la Pologne (Galicie, Polésie). Elle a participé à de nombreux cours et séminaires consacrés au folklore et aux chansons yiddish, entre autres au séminaire de deux ans du Théâtre juif de Varsovie, également à Weimar ainsi que les techniques traditionnelles des musiques slaves (par exemple la "voix blanche" ukrainienne). Olga Avigail Mieleszczuk a étudié le yiddish au Yung Yiddish à Tel Aviv et chante le plus souvent en yiddish.
Olga Avigail est à l’origine de nombreux concerts interculturels. Ses principaux projets aboutissent en discographie.
Sa notoriété semble sortir de plus en plus largement des frontières de la Pologne et d’Israël,.

## Les principales prestations

### Dermonung, souviens-toi duShtetl(2002)
Spectacle musical multilingue sur la coexistence séculaire des cultures dans des villes polonaises et juives, avec la participation du célèbre acteur, chanteur et chercheur de la culture yiddish Mendy Cahan. Le projet a été présenté au festival Singer à Varsovie et sur de nombreuses scènes en Pologne et en Israël.

### Chants de laPolésiejuive (2003)
Le projet évoque le monde perdu de la Polésie multiculturelle, où le yiddish est intimement lié au polonais et aux mélodies klezmer. Le concert s'inspire de la vie et du répertoire de Mariam Nirenberg, une chanteuse juive de Kobrynia au début du XXe siècle. Le projet a été créé en coopération avec des musiciens israéliens, américains et polonais.
La première a eu lieu au Lincoln Center de New York, l'une des scènes les plus prestigieuses du monde. avec le soutien de l'Institut culturel polonais aux États-Unis.
Le concert a été présenté, entre autres pays, au Canada, en Slovaquie, en Israël et en Russie.

### Une voix de la forêt (2014)
Un voyage musical dans le monde du mysticisme juif, de la méditation et du hassidisme précoce avec la participation de l'acteur et chanteur yiddish Avishai Fisz.
Le projet a été présenté lors du prestigieux festival de musique religieuse à Jérusalem.

### Lilalo (2015) לי-לה-לו
Le projet combine les univers musicaux de Varsovie et de Tel-Aviv dans les années trente. De manière surprenante, on entend la célèbre berceuse polonaise "Ah, dors mon chéri" en hébreu, ou les valses orientales d'Hanka Ordonówna et de l'Israélienne Shoshona Damari. La première a eu lieu au Musée d'histoire des juifs polonais Polin. Le projet implique des musiciens de la musique populaire et du jazz, notamment Hadrian Tabęcki et Wojciech Pulcyn.

### Tango Yiddish (2016)
Le concert montre le phénomène du tango dans la Pologne de l'entre-deux-guerres comme un entrelacs d'éléments slaves et juifs. Présente de nouveaux arrangements de tango dans la composition argentine traditionnelle avec le bandonéon. Au projet participent les principaux interprètes de tango en Pologne : Hadrian Tabęcki, Piotr Malicki, Grzegorz Bożewicz,.

### Rebecca danse le tango (2016)
Ce concert reprend les principaux tangos classiques argentins de l'entre les deux guerres, dans une interprétation contemporaine en polonais, en yiddish et en hébreu avec la participation de la célèbre chanteuse légendaire de la scène musicale polonaise, Sława Przybylska. Présentation des chansons du concert à diverses occasions dont lors du festival Singer de Varsovie.

## Discographie

### Jewish Folksongs from Shtetl (2012)
Ce premier album d'Olga Mieleszczuk est inspiré du répertoire d'une chanteuse juive de Polésie au début du XXe siècle, Mariam Nirenberg, basé sur un projet de recherche mené par le professeur Barbara Kirshenblatt-Gimblett en coopération avec l'Institut YIVO de New York. L'enregistrement s'est déroulé au Studio Ein Keren de Jérusalem en 2011-2012. L'album comporte douze titres. Il a rencontré une reconnaissance internationale du public et ainsi que de la critique.

### Lilalo (2014)
Cet album combine les univers musicaux des cabarets d'avant-guerre de Varsovie des années 1930 avec ceux des premiers cabarets en hébreu de Tel Aviv, créés par des Juifs polonais. Le disque comporte dix titres. Il fut enregistré aux studios Brzeziny à Varsovie.

## Sources externes
Site officiel d'Olga Avigail Mieleszczuk
Vidéos de prestations consultables sur le site officiel et le Youtube Channel.